# Arènes Roland-Portalier
Les arènes Roland-Portalier sont un édifice tauromachique situé dans la commune de Parentis-en-Born, dans le département français des Landes. Elles accueillent des corridas et des courses landaises.

## Présentation
Ces arènes de 4000 places, dont près de 3000 couvertes, sont les seules du nord du département des Landes. Trois « corales » et l'aménagement du couloir de liaison ont été réalisés par des aficionados bénévoles de la ville. Elles doivent leur nom à Roland Portalier, ancien maire de la ville et ganadero de courses landaises.

### Historique
Les premiers taureaux de combat font leur apparition dans la commune les 28 et 29 septembre 1919 pour les fêtes locales. De jeunes toreros de l'époque se produisent alors : Armillita, Domingo Ortega, Alfredo Corrochano, etc. On monte à cette occasion des gradins de bois sur le champ de foire.
En 1927, le maire Roland Portalier remplace lesdits gradins par des arènes qui prendront son nom. Comptant 2800 places à l'origine, leur capacité est portée à 4000 places en 1964. Après une coupure de 28 ans , les novilladas reprennent dès 1963. Les années 1970 et 1980 voient défiler des matadors tels que J M Manzanares, El Niño de la Capea, Dámaso González ou Luis Francisco Esplá. Des ganaderías prestigieuses sont programmées, parmi lesquelles Palha, Guardiola, Albaserrada, Prieto de la Cal. En 1996 est inaugurée la première feria de la « Sen Bertomiu » (Saint Barthelemy), offrant diverses réjouissances (cavalcades, bandas, bodegas), .

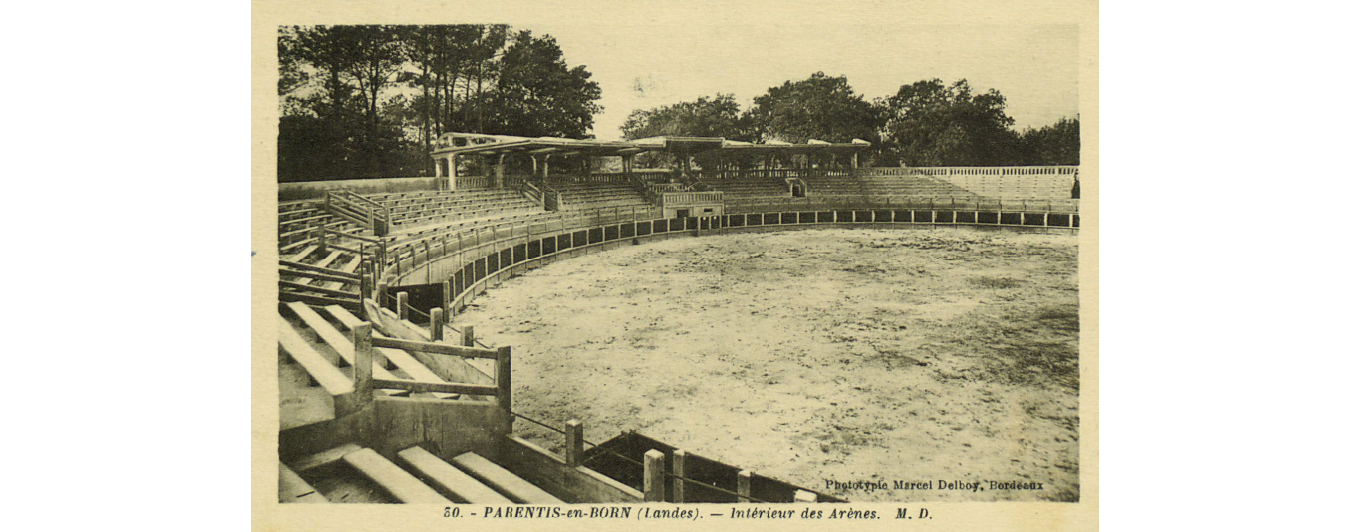
Carte postale ancienne des arènes de Parentis-en-Born.